# George W. Wilson

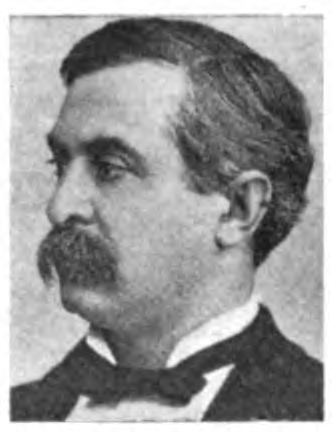
George W. Wilson

George Washington Wilson (* 22. Februar 1840 in Brighton, Clark County, Ohio; † 27. November 1909 in London, Ohio) war ein US-amerikanischer Politiker. Zwischen 1893 und 1897 vertrat er den Bundesstaat Ohio im US-Repräsentantenhaus.

## Werdegang
George Wilson besuchte die öffentlichen Schulen seiner Heimat und danach das Antioch College in Yellow Springs. Zwischen 1862 und 1865 diente er während des Bürgerkrieges in verschiedenen Einheiten im Heer der Union. Dabei erreichte er den Rang eines Hauptmanns. Nach einem anschließenden Jurastudium und seiner 1866 erfolgten Zulassung als Rechtsanwalt begann er in London in diesem Beruf zu arbeiten. Zwischen 1866 und 1870 war er Staatsanwalt im Madison County. Gleichzeitig schlug er als Mitglied der Republikanischen Partei eine politische Laufbahn ein. Zwischen 1871 und 1874 war er Abgeordneter im Repräsentantenhaus von Ohio; von 1877 bis 1881 gehörte er dem Staatssenat an.
Bei den Kongresswahlen des Jahres 1892 wurde Wilson im siebten Wahlbezirk von Ohio in das US-Repräsentantenhaus in Washington, D.C. gewählt, wo er am 4. März 1893 die Nachfolge des Demokraten William E. Haynes antrat. Nach einer Wiederwahl konnte er bis zum 3. März 1897 zwei Legislaturperioden im Kongress absolvieren.
Nach dem Ende seiner Zeit im US-Repräsentantenhaus praktizierte er wieder als Anwalt. Im Juni 1896 nahm er als Delegierter an der Republican National Convention in St. Louis teil, auf der William McKinley als Präsidentschaftskandidat nominiert wurde. Er war außerdem Bürgermeister von New London und nochmals Staatsanwalt im Madison County. George Wilson starb am 27. November 1909 in London, wo er auch beigesetzt wurde.